# ماري لامبي
ماري لامبي (بالإنجليزية: Mary Isabel Lambie)‏ هي ممرضة نيوزيلندية، ولدت في 26 أكتوبر 1889 في كرايستشرش في نيوزيلندا، وتوفيت في 22 يناير 1971.